# Corina Căprioriu
Corina Căprioriu (Lugoj, 18 de juliol de 1986) és una esportista romanesa que competeix en judo.
Va participar en els Jocs Olímpics de Londres 2012, obtenint una medalla de plata en la categoria de –57 kg. Ha guanyat dues medalles al Campionat Mundial de Judo, plata el 2015 i bronze el 2011, i dues medalles al Campionat Europeu de Judo, or el 2010 i bronze el 2011.

## Palmarès internacional
| Jocs Olímpics     | Jocs Olímpics         | Jocs Olímpics | Jocs Olímpics |
| Any               | Lloc                  | Medalla       | Categoria     |
| ----------------- | --------------------- | ------------- | ------------- |
| 2012              | Londres ( Regne Unit) | 2             | –57 kg        |
| Campionat del món |                       |               |               |
| Any               | Lloc                  | Medalla       | Categoria     |
| 2011              | París ( França)       | 3             | –57 kg        |
| 2015              | Astanà ( Kazakhstan)  | 2             | –57 kg        |
| Campionat Europeu |                       |               |               |
| Any               | Lloc                  | Medalla       | Categoria     |
| 2010              | Viena ( Àustria)      | 1             | –57 kg        |
| 2011              | Istanbul ( Turquia)   | 3             | –57 kg        |